# Церква Воздвиження Чесного Хреста Господнього (Підгайчики)
Церква Воздвиження Чесного Хреста Господнього — парафія і храм православної громади (ПЦУ) в селі Підгайчиках Тернопільської области України.

## Історія
- 1885 — збудовано римсько-католицьку цвинтарну каплицю-усипальницю Козебродських.
- 1905 — прийнято рішення про спорудження в селі філіального костелу Відвідання Єлизавети Пресвятою Дівою Марією (проєкт львівського архітектора Теодора Тальовського).
- 1906 — розпочато будівництво.
- 11 листопада 1911 — освячено костел.
- 1913 — здійснено ремонт будівлі.
- 1925 — засновано парафію.
- 1930-ті — зроблено внутрішнє оновлення костелу.
- 1940-ві — костел став церквою, потім — функціонував я складське приміщення, а в 1988—1990 роках — музей.

Потім костел перейшов у власність православної громади, яка в ньому проводить богослужіння донині.

## Настоятелі
РКЦ
- о. Юліан Криницький,
- о. Стефан Вжолек (до 1936),
- о. Феліціан Палевич (1936—1938),
- о. Станіслав Касьцінський (1938—1940),
- о. Леопольд Допард (1940—1944).